# Ocinara leucoides
Ocinara leucoides är en fjärilsart som beskrevs av Embrik Strand. Ocinara leucoides ingår i släktet Ocinara och familjen silkesspinnare. Inga underarter finns listade i Catalogue of Life.